# مقاطعة سينيكا (نيويورك)
مقاطعة سينيكا (بالإنجليزية: Seneca County)‏ هي إحدى المقاطعات في ولاية نيويورك في الولايات المتحدة الأمريكية.

## أعلام
- لويز بلانشارد بيتون